# Острови Дінагат
Острови Дінагат (себ.: Mga Isla sa Dinagat) — провінція Філіппін у регіоні Карага в групі островів Мінданао. Адміністративним центром є муніципалітет Сан-Хосе. Острови розташовані в південній частині затоки Лейте. На захід від провінції через протоку Сурігао розташований острів Лейте, на південь — острів Мінданао. Найбільший острів Дінагат має довжину близько 60 кілометрів з півночі на південь. Провінція Острови Дінагат є однією із наймолодших провінцій Філіппін. Активно розвивається туризм.

## Географія
Площа провінції становить 1 036,34 км2. Це одна з найменших за площею провінцій Філіппін. Від острова Мінданао провінція відокремлена вузькою протокою. Провінція відома своїми печерами та пляжами.

### Адміністративний поділ
Адміністративно провінція поділяється на 7 муніципалітетів.

## Демографія
Згідно перепису 2015 року населення провінції становило 127 152 осіб. Понад 50% населення сповідують католицтво.